# Sphindus americanus
Sphindus americanus är en skalbaggsart som beskrevs av Leconte 1866. Sphindus americanus ingår i släktet Sphindus och familjen slemsvampbaggar. Inga underarter finns listade i Catalogue of Life.